# Tipula subexcisa
Tipula subexcisa är en tvåvingeart som beskrevs av Lundstrom 1907. Tipula subexcisa ingår i släktet Tipula och familjen storharkrankar. Arten är reproducerande i Sverige. Inga underarter finns listade i Catalogue of Life.